# Kamini
Kamini Zantoko (ur. 8 grudnia 1979 w Nouvion-en-Thiérache) – francuski raper. 
Zasłynął w 2006 roku piosenką pt. "Marly-Gomont", w której śpiewa o swojej rodzinnej miejscowości. Utwór stał się fenomenem internetowym.

## Dyskografia

### Albumy
- 2007 - Psychostar World
- 2009 - Extraterrien

### Single
- 2006: Marly-Gomont (status srebrnej płyty)
- 2007: J'suis blanc (status srebrnej płyty)
- 2007: Un p'tit coup de Motherfuck
- 2007: Psychostar Show
- 2009: Parce qu'on est con
- 2010: ça c'est showbizz